# Phaea saperda
Phaea saperda là một loài bọ cánh cứng trong họ Cerambycidae.